# 22831 Trevanvoorth
22831 Trevanvoorth è un asteroide della fascia principale. Scoperto nel 1999, presenta un'orbita caratterizzata da un semiasse maggiore pari a 2,9593126 UA e da un'eccentricità di 0,0694107, inclinata di 9,43491° rispetto all'eclittica.